# Paz de Río
Paz de Río är en kommun i Colombia.   Den ligger i departementet Boyacá, i den centrala delen av landet. Antalet invånare är 5 258.